# Paso Espinosa
Paso Espinosa es una localidad uruguaya, del departamento de Canelones, y forma parte del municipio de Canelones.

## Ubicación
La localidad se encuentra situada en la zona noroeste del departamento de Canelones, en la margen norte del arroyo Canelón Chico y junto a la ruta 5 en su km 49. Dista unos 3 km de la ciudad de Canelones.

## Población
Según el censo de 2011, la localidad cuenta con una población de 333 habitantes.
| -             | - | - | 274 | 305 | 333 |
| (Fuente: INE) |   |   |     |     |     |